# São Geraldo da Piedade
São Geraldo da Piedade is een gemeente in de Braziliaanse deelstaat Minas Gerais. De gemeente telt 4.865 inwoners (schatting 2009).

## Aangrenzende gemeenten
De gemeente grenst aan Açucena, Governador Valadares, Santa Efigênia de Minas en Sardoá.